# Treplin
Treplin (pol. hist. Trzepielin) – gmina w kraju związkowym Brandenburgia, w powiecie Märkisch-Oderland, wchodzi w skład Związku Gmin Lebus. Leży na historycznej ziemi lubuskiej.
Przez gminę przebiega droga krajowa B5.

## Historia
Ok. 1400 wieś przynależała administracyjnie do dekanatu rokowskiego w diecezji lubuskiej.

## Zabytki
- Kościół z XIX w.
- Dom wielorodzinny z 1925
- Kamień milowy i dwa kamienie ćwierćmilowe

## Demografia
Wykres zmian populacji Treplin w granicach z 2013 r. od 1875 r.: